# Albert Fleischmann
Albert Fleischmann, född den 28 juni 1862 i Nürnberg, död den 19 november 1942 i Erlangen, var en tysk zoolog. 
Fleischmann blev extra ordinarie professor i zoologi och jämförande anatomi vid universitetet i Erlangen 1896 och ordinarie professor 1898. Han blev emeritus 1933.
Fleischmann utgav många arbeten i embryologi, men uppmärksammades mest för att han inte bara bekämpade darwinismen, utan även sökte påvisa hela evolutionsteorins sammanbrott.